# Élection présidentielle gabonaise de 1998
 (juillet 2018).
Si vous disposez d'ouvrages ou d'articles de référence ou si vous connaissez des sites web de qualité traitant du thème abordé ici, merci de compléter l'article en donnant les références utiles à sa vérifiabilité et en les liant à la section « Notes et références ».
L'élection présidentielle gabonaise s'est tenue le 6 décembre 1998.
| Candidat | Candidat                        | Parti       | Votes   | Votes   | Votes |
| Candidat | Candidat                        | Parti       | No.     | %       |       |
| -------- | ------------------------------- | ----------- | ------- | ------- | ----- |
|          | Omar Bongo                      | PDG         | 211 955 | 66,99 % |       |
|          | Pierre Mamboundou               | UPG         | 52 278  | 16,50 % |       |
|          | Paul Mba Abessole               | RNB         | 47 701  | 13,20 % |       |
|          | Pierre-André Kombila            |             | 4 847   | 1,5 %   |       |
|          | Pierre Claver Maganga Moussavou | PSG         | 3 152   | 1,00 %  |       |
|          | Martin Edzodzomo Ela            | Indépendant | 1 548   | 0,50 %  |       |
|          | Alain Engouang Nze              |             | 892     | 0,30 %  |       |
|          | Joseph Adrien Mabicka Maguena   | Indépendant | 527     | 0,20 %  |       |